# 傲慢

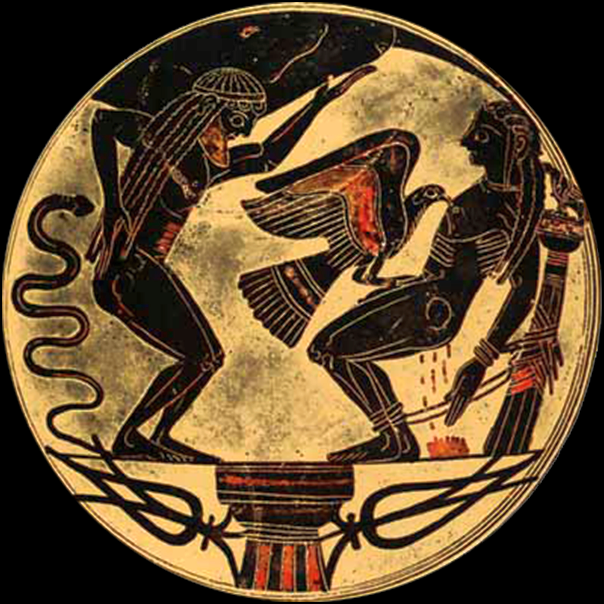
描繪普羅米修斯服刑期間的黑色陶器（公元前 550 年），綁在柱子上。

傲慢（英語：是貶義詞。形容極度不禮貌與驕傲心理狀態，以致於擁有這種心態的人會脫離現實，對自己的能力、成就、競爭力與處境有過度正面的評價，認為自己優於所有人，且看不起別人。擁有權力與地位的人，通常會出現這種心態。在古希臘的傳說中，是挑戰神明的行為，傲慢的同義詞是驕傲、自大，傲慢的相反詞是謙虛、謙遜、虛心。

## 古希臘
在古希臘文中，傲慢是指一個虐待者，為了獲得快樂或滿足，對受害者進行羞辱，或是企圖讓受害者自感羞耻，所做的行為。這個名詞有強烈的性意涵。
亞里斯多德在《修辭學》中把傲慢定義為，純粹為了自我滿足而去羞辱他人，並且在這種對他人的羞辱之中，感受到自己高人一等，因此獲得快樂。

## 另見
- 自利性偏差
- 自大狂
- 自戀
- 虚荣
- 鄧寧-克魯格效應
- 骄傲
- 自戀型人格障礙

## 延伸阅读
[在维基数据编辑]
 《欽定古今圖書集成·明倫彙編·交誼典·傲慢部》，出自陈梦雷《古今圖書集成》
博客來—— https://viewer-ebook.books.com.tw/viewer/epub/?book_uni_id=E050067296_reflowable_trial （页面存档备份，存于）